# Stipsdorf
Stipsdorf là một đô thị ở huyện Segeberg, bang Schleswig-Holstein Segeberg, ở bang Schleswig-Holstein, Đức. Đô thị Stipsdorf có diện tích 3,51 km², dân số thời điểm ngày 31 tháng 12 năm 2006 là 228 người.